# Esteghlal FC
Esteghlal FC (persky: باشگاه فرهنگی ورزشی استقلال ایران) je Íránský fotbalový klub sídlící v Teheránu, hlavním městě tohoto státu. Říká se jim SS nebo Taj. Hrají na hřišti Azadi Stadium s kapacitou 90 000 míst k sezení. Esteghlal FC byl 2× vítězem Asijského poháru a 5× vyhrál Národní Championship Titles Cup.Esteghlal je nejpopulárnější tým v Íránu.

## Sponzoři
- City Credit Cooperative (CCC)

DRESY
- DibaIT

TECHNOLOGICKÝ SPONZOR
- Damavand Mineral Water co.

OFICIÁLNÍ VODA